# La città del sole (Simoni)
La città del sole è un romanzo avventuroso fantascientifico di Gastone Simoni pubblicato nel 1929. Costituisce il secondo capitolo di una trilogia che inizia con La casa nel cielo del 1928 e si conclude con La barriera invisibile del 1929, che costituisce anche la seconda e conclusiva parte de La città del sole.

## Storia editoriale
Il romanzo fu edito a Milano nel 1929 per la Casa Editrice Sonzogno nella collana Il Romanzo d'Avventure (n. 62) che pubblicò anche altre opere dello stesso genere di Simoni. Il volumetto, di 64 pagine, presentava una copertina illustrata non firmata, illustrazioni interne in bianco e nero e un prezzo di una lira. La conclusione della storia è costituita dal romanzo La barriera invisibile (n. 63).

## Trama
Il cronista milanese Bonifazio Tranquilli riceve dal direttore del «Corriere del mattino» l'incarico di recarsi in Kenya per chiarire la scomparsa della spedizione astronomica del professor Stowe. Durante il volo verso Tripoli incontra l'ingegnere Paolo Ludovisi; insieme sventano un tentativo di furto di documenti a bordo.
A Tripoli i due vengono rapiti dagli uomini di Semu Abd el Aziz, drogati con sigarette all'hashish e trasportati in aereo sull'isola ugandese di Buvuma, nel lago Victoria. Qui scoprono Madinè el Shems, la «Città del Sole»: metropoli modernissima, priva di finestre, illuminata da un globo di cristallo e protetta da un raggio violetto capace di abbattere gli aerei britannici.
Abd el Aziz intende fondare uno Stato africano indipendente basato sull'energia solare e su un minerale radioattivo estratto clandestinamente a Mombasa. Bonifazio e Paolo progettano la fuga per avvertire le autorità coloniali, mentre nella città crescono le tensioni tra i tecnici europei al servizio del kedivé e i nazionalisti neri che ne contestano il potere.

## Personaggi
Bonifazio Tranquilli
Cronista del «Corriere del mattino», inviato in Kenya.
Paolo Ludovisi
Ingegnere italiano esperto di motori «a raggi cosmici».
Semu Abd el Aziz
Ex ufficiale egiziano, fondatore e sovrano della Città del Sole.
Professor Stowe
Astronomo britannico, la cui sparizione avvia la missione giornalistica.
Nairobi
Cameriere sudanese assegnato a Bonifazio nella residenza per ospiti.
Florentin, Gómez, Kissopulos, Frantz
Tecnici francese, spagnolo, greco e tedesco addetti alla difesa e ai macchinari della città.
Maggiore Elphiston
Residente inglese di Port Florence, organizza l'attacco navale contro Buvuma.

## Critica
Riccardo Valla e Carmine Treanni collocano il romanzo, assieme a diversi altri di Simoni, tra le prime opere della fantascienza italiana.

## Edizioni
- La città del sole, collana Il Romanzo d'Avventure n. 62, Milano, Casa Editrice Sonzogno, 1929.